# Санта-Моніка
Санта-Моніка (англ. Santa Monica) — місто в США, в окрузі Лос-Анджелес штату Каліфорнія. Населення — 93 076 осіб (2020).
Місто назване на честь Святої Моніки, християнської святої та матері Аврелія Августина. Назва зобов'язана своїм походженням відвідуванню цього місця іспанцями під час християнського свята.

## Географія
Санта-Моніка розташована за координатами 34°1′24″ пн. ш. 118°28′54″ зх. д. / 34.02333° пн. ш. 118.48167° зх. д. (34.023413, -118.481666). За даними Бюро перепису населення США в 2010 році місто мало площу 21,80 км², з яких 21,79 км² — суходіл та 0,00 км² — водойми.

## Демографія
Згідно з переписом 2010 року, у місті мешкало 89 736 осіб у 46 917 домогосподарствах у складі 17 929 родин. Густота населення становила 4117 осіб/км². Було 50912 помешкання (2336/км²).
Расовий склад населення:
| - 77,6 % — білих - 9,0 % — азіатів - 3,9 % — чорних або афроамериканців - 0,4 % — корінних американців - 0,1 % — вихідців з тихоокеанських островів - 4,5 % — осіб інших рас |

До двох чи більше рас належало 4,4 %. Частка іспаномовних становила 13,1 % від усіх жителів.
За віковим діапазоном населення розподілялося таким чином: 14,0 % — особи молодші 18 років, 71,0 % — особи у віці 18—64 років, 15,0 % — особи у віці 65 років та старші. Медіана віку мешканця становила 40,4 року. На 100 осіб жіночої статі у місті припадало 93,2 чоловіків; на 100 жінок у віці від 18 років та старших — 91,2 чоловіків також старших 18 років.
Середній дохід на одне домашнє господарство становив 115 020 доларів США (медіана — 76 580), а середній дохід на одну сім'ю — 165 033 долари (медіана — 115 567). Медіана доходів становила 82 462 долари для чоловіків та 64 300 доларів для жінок. За межею бідності перебувало 11,3 % осіб, у тому числі 6,5 % дітей у віці до 18 років та 12,8 % осіб у віці 65 років та старших.
Цивільне працевлаштоване населення становило 52 592 особи. Основні галузі зайнятості: освіта, охорона здоров'я та соціальна допомога — 21,5 %, науковці, спеціалісти, менеджери — 21,2 %, інформація — 12,5 %, мистецтво, розваги та відпочинок — 10,6 %.

## Особистості

### Уродженці
- Тобі Магуайр — актор
- Роберт Редфорд — актор, режисер, продюсер
- Крістіна Річчі — акторка
- Сюзанна Веґа — співачка, автор пісень
- Стів Павліна — популярний автор статей з психології, блогер
- Шон Пенн — актор, режисер
- Дейв Наварро — гітарист
- Кемерон Монаган — актор
- Том Андерсон — засновник MySpace
- Чарльз Доріан (1891—1942) — американський помічник режисера та актор
- Глорія Стюарт (1910—2010) — американська акторка, активістка та художниця
- Ширлі Темпл (1928—2014) — американська акторка
- Роберт Редфорд (* 1936) — американський актор та режисер
- Джеральдіна Чаплін (*1944) — англійська акторка американського походження
- Анжеліка Г'юстон (*1951) — американська акторка і режисерка
- Гаррі Хілл (р. 1951) — американський художник
- Лоренцо Ламас (1958) — актор
- Джеймі Лі Кертіс (1958) — американська акторка, письменниця, громадська діячка
- Домінік Данн (1959—1982) — американська акторка
- Шон Астін (*1971) — актор.

### Відомі мешканці
- Давидов Кирило Володимирович — американський режисер, продюсер.

### Клімат
| Клімат : Санта-Моніка   | Клімат : Санта-Моніка | Клімат : Санта-Моніка | Клімат : Санта-Моніка | Клімат : Санта-Моніка | Клімат : Санта-Моніка | Клімат : Санта-Моніка | Клімат : Санта-Моніка | Клімат : Санта-Моніка | Клімат : Санта-Моніка | Клімат : Санта-Моніка | Клімат : Санта-Моніка | Клімат : Санта-Моніка | Клімат : Санта-Моніка |
| Показник                | Січ.                  | Лют.                  | Бер.                  | Квіт.                 | Трав.                 | Черв.                 | Лип.                  | Серп.                 | Вер.                  | Жовт.                 | Лист.                 | Груд.                 | Рік                   |
| Абсолютний максимум, °C | 29,4                  | 31,7                  | 32,2                  | 32,8                  | 33,9                  | 33,3                  | 37,2                  | 35,0                  | 34,4                  | 37,2                  | 37,8                  | 31,7                  | 37,8                  |
| Середній максимум, °C   | 17,6                  | 17,3                  | 16,9                  | 17,8                  | 18,1                  | 19,4                  | 21,0                  | 21,3                  | 21,5                  | 20,8                  | 19,5                  | 17,6                  | 19,1                  |
| Середній мінімум, °C    | 10,5                  | 10,8                  | 11,4                  | 12,4                  | 13,9                  | 15,6                  | 17,0                  | 17,3                  | 17,1                  | 15,4                  | 12,8                  | 10,4                  | 13,7                  |
| Абсолютний мінімум, °C  | 1,1                   | 1,7                   | 0,6                   | 3,9                   | 6,1                   | 7,2                   | 9,4                   | 10,6                  | 6,7                   | 5,6                   | 2,8                   | 1,1                   | 0,6                   |
| Норма опадів, мм        | 72                    | 87                    | 50                    | 17                    | 5                     | 1                     | 0                     | 1                     | 3                     | 13                    | 27                    | 48                    | 325                   |
| Днів з дощем            | 7,0                   | 7,9                   | 5,1                   | 2,4                   | 1,0                   | 0,4                   | 0,1                   | 0,5                   | 1,0                   | 0,8                   | 2,5                   | 4,0                   | 32,7                  |
| ----------------------- | --------------------- | --------------------- | --------------------- | --------------------- | --------------------- | --------------------- | --------------------- | --------------------- | --------------------- | --------------------- | --------------------- | --------------------- | --------------------- |
| Джерело: NOAA           |                       |                       |                       |                       |                       |                       |                       |                       |                       |                       |                       |                       |                       |

## Цікаві факти
На пірсі Санта-Моніки закінчується легендарна траса 66, яка в розмовній мові також відома як «Головна вулиця Америки» або «Мати доріг».